# Anubis The Ride
Anubis The Ride is een achtbaan in Plopsaland Belgium. De attractie werd op 5 april 2009 geopend tijdens de seizoensopening van Plopsaland Belgium.

## De achtbaan
De achtbaan is gebouwd door Gerstlauer en had een kostenplaatje van € 6.000.000. In 2 seconden tijd wordt een snelheid van 90 km/h behaald, wat maakt dat de rit ongeveer 48 seconden duurt. Na de lancering volgt een tophat van 34 meter hoog, om vervolgens 3 inversies mee te maken, een dive loop, een Immelmann en een heartline roll. Er zijn drie wagentjes, waar telkens 6 mensen in kunnen. De wagentjes zijn trapsgewijs opgebouwd, zodat elke passagier het gevoel heeft vooraan te zitten.

## Het station
Het station van de attractie is een replica van het echte Huis Anubis (Hof Ten Dorpe, te Mortsel), op 2/3 van de werkelijke grootte. Als de bezoeker binnentreedt, moet hij enkele smalle gangetjes volgen, tot hij aan het standbeeld van Graaf Rohan de Beaufort komt. Dit is het standbeeld dat gebruikt werd in de film Anubis en het Pad der 7 Zonden. In de donkere smalle gangen die daarop volgen kan men door de muur kijken naar nagebouwde stukken uit het decor van de serie, onder meer de kelder en de geheime gang. Eenmaal men in een grote zaal aankomt, waar hekken staan om aan te schuiven, hangen er grote kaders met foto's uit de eerste Anubis-film. Dan de trap naar boven, waar men langs het kantoor van Victor, de conciërge, passeert. Daar kan gekozen worden in welke rij aangeschoven wordt, om vervolgens op de eerste, tweede of derde rij van het wagentje te zitten.

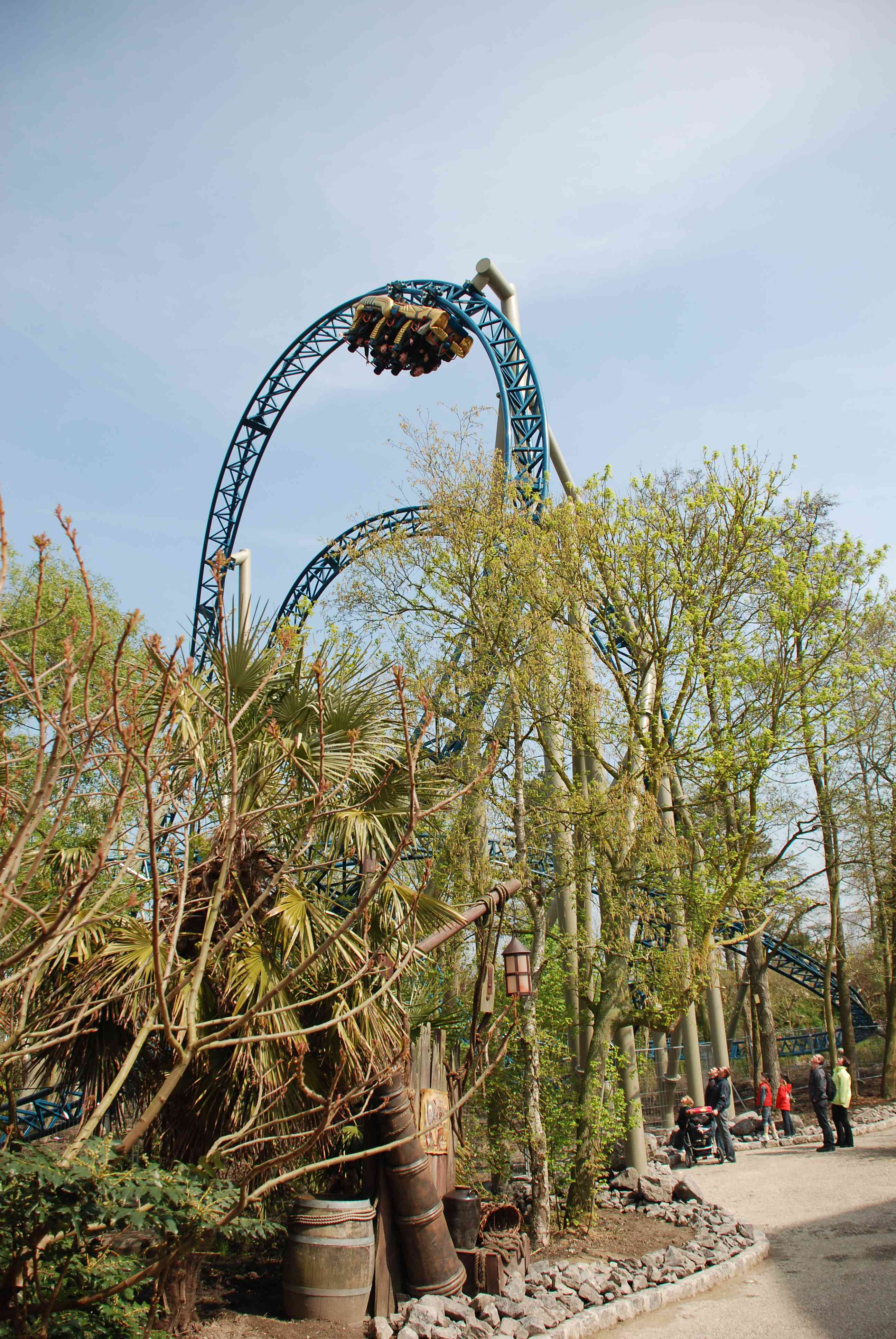
Anubis The Ride

Afbeeldingen